# 43-я истребительная авиационная дивизия
 43-я истреби́тельная авиацио́нная диви́зия  — авиационное воинское соединение истребительной авиации Вооружённых сил СССР в Великой Отечественной войне.

## Формирование дивизии
43-я истребительная авиационная дивизия сформирована 1 августа 1940 года на основании Постановления Совета Народных Комиссаров СССР

## Переформирование дивизии
43-я истребительная авиационная дивизия 6 августа 1941 года переформирована в 43-ю смешанную авиационную дивизию

## В действующей армии
В составе действующей армии:
- с 22 июня 1941 года по 6 августа 1941 года

## Состав дивизии
На 22 июня 1941 года
Управление — Балбасово
160-й истребительный авиационный полк — Балбасово, Пронгеевка
161-й истребительный авиационный полк — Балбасово, Зубово
162-й истребительный авиационный полк — Могилев, Едлино
163-й истребительный авиационный полк — Могилев, Лубнище
| Части                                                    | Период                  |
| -------------------------------------------------------- | ----------------------- |
| 32-й истребительный авиационный полк                     | 10.07.1941 — 08.1941    |
| 33-й истребительный авиационный полк                     | 05.08.1941 — 06.08.1941 |
| 41-й истребительный авиационный полк                     | 24.06.1941 — 03.07.1941 |
| 160-й истребительный авиационный полк                    | 08.1940 — 03.08.1941    |
| 161-й истребительный авиационный полк                    | 10.1940 — 27.07.1941    |
| 162-й истребительный авиационный полк                    | 01.01.1941 — 29.06.1941 |
| 163-й истребительный авиационный полк                    | 08.1940 — 30.06.1941    |
| 401-й истребительный авиационный полк Особого назначения | 22.07.1941 — 06.08.1941 |

## В составе соединений и объединений
| Дата            | Фронт (округ)                 | Армия      | Корпус | Примечания      |
| --------------- | ----------------------------- | ---------- | ------ | --------------- |
| 08.1940 года    | Западный особый военный округ | ВВС округа | -      | -               |
| 22.06.1941 года | Западный фронт                | ВВС фронта | -      | -               |
| 06.08.1941 года | Западный фронт                | ВВС фронта | -      | переформирована |

## Командиры дивизии
| Звание                | Имя                       | Период                  | Примечание |
| --------------------- | ------------------------- | ----------------------- | ---------- |
| Генерал-майор авиации | Захаров Георгий Нефёдович | 08.08.1940 — 06.08.1941 |            |

## Участие в операциях и битвах
- Приграничные сражения — с 22 июня 1941 года по 29 июня 1941 года
- Витебское сражение - с 6 июля 1941 года по 10 июля 1941 года.

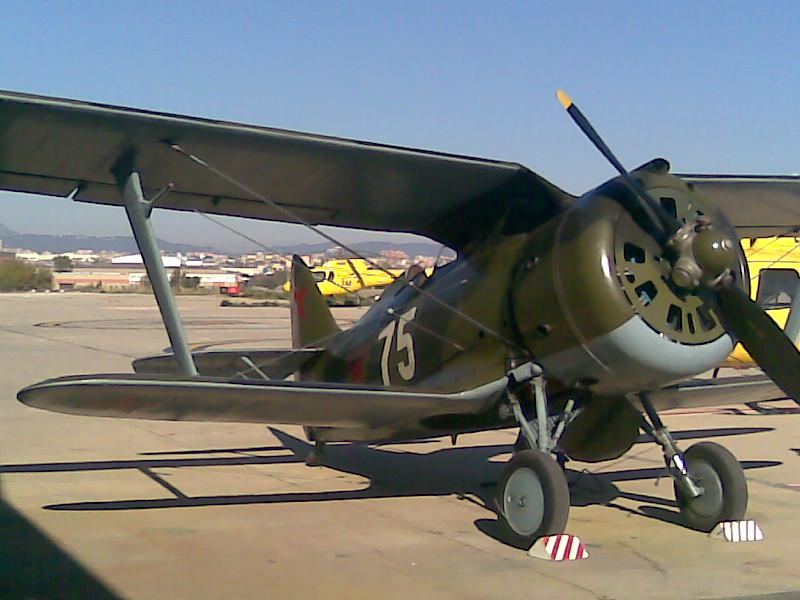
Самолёт И-153

## Базирование дивизии
Дивизия базировалась до 22 июня 1941 года в районе Орши, аэродром Болбасово.